# Echinocereus freudenbergeri
Echinocereus freudenbergeri, conocida comúnmente como alicoche o viejito, es una especie de planta suculenta perteneciente al género Echinocereus, dentro de la familia Cactaceae. Es endémica del noreste de México (concretamente del sur de Coahuila).   

## Descripción

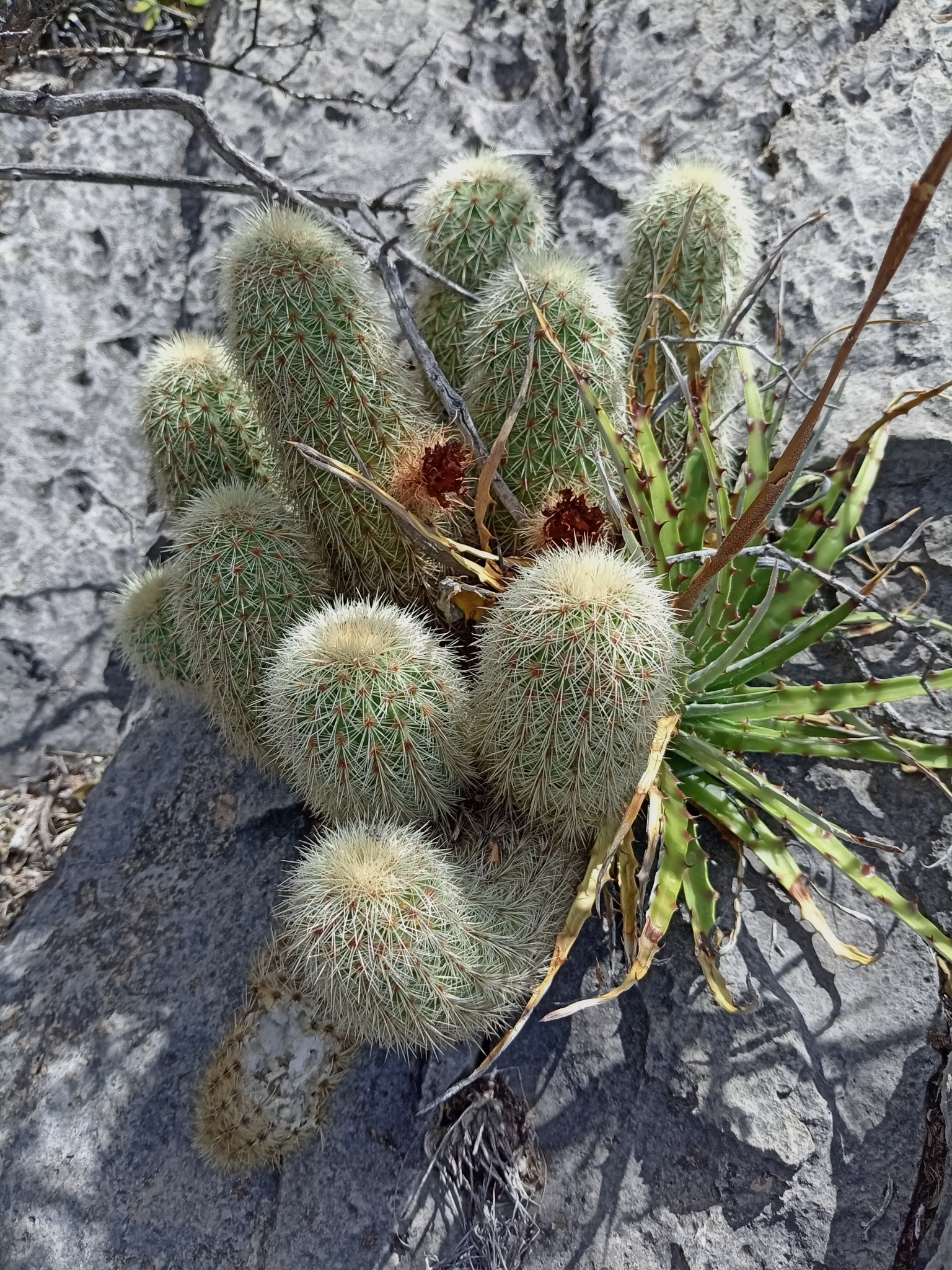
Porte de la planta

Echinocereus freudenbergeri es una especie de cactus que se ramifica y forma grupos de hasta 50 brotes. Los tallos individuales son cilíndricos, verticales y alcanzan hasta 15 cm de altura, con un diámetro de 4 a 6 cm. Su epidermis es de color verde y las raíces son fibrosas y ramificadas.
La planta desarrolla entre 13 y 18 costillas ligeramente tuberculadas, de 5 a 8 mm de ancho y hasta 3 mm de alto. Las areolas son ovaladas, miden de 3 a 4 mm de largo y están espaciadas entre sí hasta 1 cm. Cada areola presenta de 6 a 9 espinas centrales, rectas, salientes y rígidas, de 1,8 a 2,5 cm de largo, con colores que varían entre blanco, amarillo, rojizo o marrón. También poseen de 15 a 20 espinas radiales, rectas, ligeramente salientes y extendidas, de 0,5 a 1,5 cm de largo, de color blanco a amarillo.
Las flores son de forma acampanada, con tonos púrpura o rosa y la garganta blanca. Miden entre 6 y 7,5 cm de largo y entre 6 y 9 cm de diámetro. La yema floral es erizada y puede ser puntiaguda o redondeada. El tubo floral mide de 1,5 a 2,5 cm de largo y es de color verde oliva. El ovario mide de 1,2 a 1,5 cm, también es verde y presenta areolas con 7 a 15 espinas blancas de aproximadamente 2 cm. Los pétalos alcanzan de 3 a 4,5 cm de largo y de 0,5 a 1 cm de ancho. La cámara de néctar mide alrededor de 5,5 mm. Los estambres tienen filamentos verdosos de 0,7 a 1,2 cm y anteras amarillas. El estilo, de color blanco, mide de 1,5 a 3 cm de largo, y el estigma presenta de 11 a 15 lóbulos de 7 mm, de color amarillo a verde.
Los frutos son esféricos, con un periodo de maduración de aproximadamente 2 meses. Miden de 2 a 2,5 cm de largo y de 1,5 a 2 cm de diámetro. Su color varía de naranja a rojizo y contienen una pulpa de color rosa. Al madurar, los frutos se abren y liberan semillas negras de 1,5 a 1,6 mm, con la testa perforada y recubierta de verrugas pronunciadas.

## Distribución y hábitat

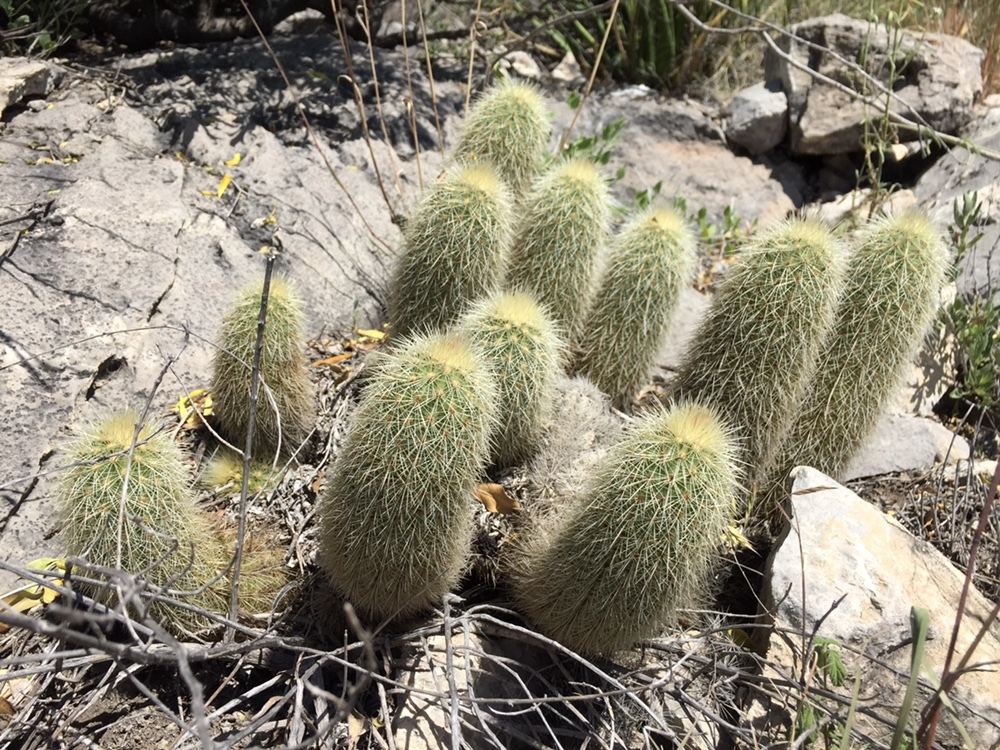
Planta en su hábitat

El área de distribución nativa de esta especie es el noreste de México (concretamente del sur de Coahuila, entre Cuatro Ciénegas y Torreón) y habita principalmente en biomas desérticos o de matorral seco. Crece en laderas rocosas sobe suelos de piedra caliza y arcilla franca, a altitudes que oscilan entre los 800 y los 1000 metros sobre el nivel del mar.

## Taxonomía
Echinocereus freudenbergeri fue descrita por el botánico Gerhard R. W. Frank y publicada por primera vez en la revista científica Kakteen und Andere Sukkulenten 32: 105 en 1981.
Etimología
- Echinocereus: nombre genérico formado a partir de las palabras latinas ĕchīnus (que significa ‘erizo’) y cereus (que se traduce como 'vela' o 'cirio'), en alusión a los tallos cortos, columnares y espinosos que presentan las especies de este género.[9]
- freudenbergeri: epíteto específico otorgado en honor al coleccionista de cactus alemán Gerhard Freudenberger.[10]

## Estado de conservación
En la Lista Roja de Especies Amenazadas de la UICN, la especie está clasificada como de “Datos Insuficientes (DD)” y no se conoce amenazas.

## Usos

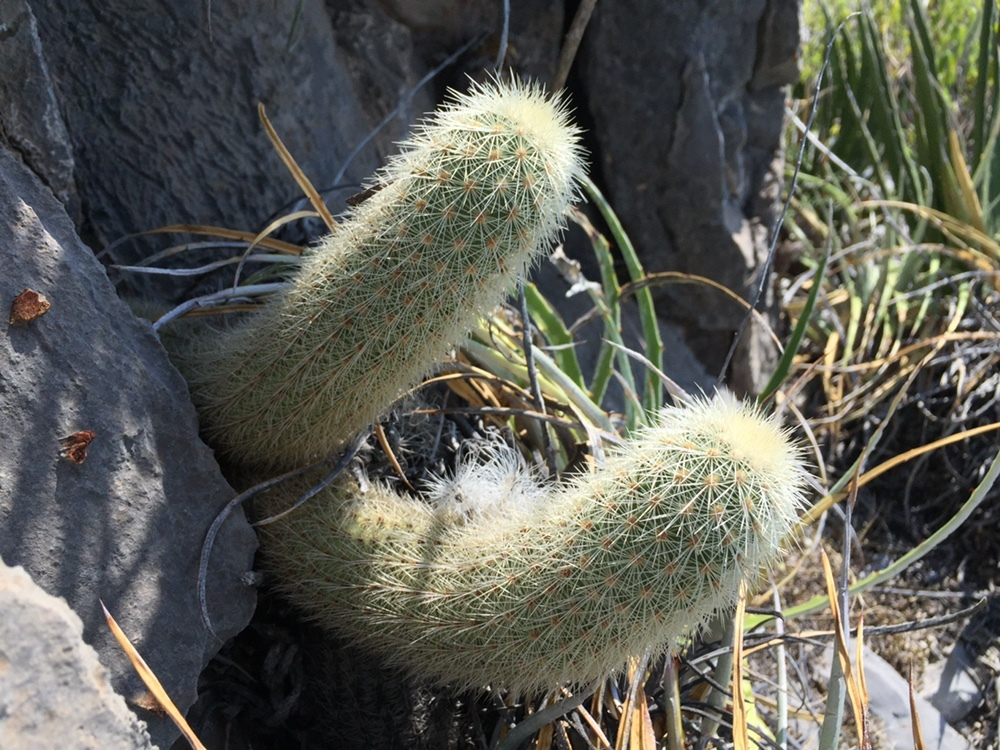
Planta creciendo entre rocas

Echinocereus freudenbergeri se cultiva principalmente como planta ornamental por su forma compacta, su floración vistosa y su resistencia general. Resulta adecuado para jardines de rocalla, colecciones de cactus y cultivos en macetas, tanto en exteriores soleados como en interiores bien iluminados.
Para mantener esta especie en buenas condiciones, conviene reproducir las características de su hábitat natural. Requiere una exposición directa al sol y un sustrato con excelente drenaje, como una mezcla de tierra para cactus con arena y perlita. Tolera cierta variación térmica, aunque debe protegerse de las heladas prolongadas si se encuentra fuera de su área de origen.
El riego debe ser moderado. Es recomendable esperar a que el sustrato se haya secado completamente antes de volver a regar, con el fin de evitar el exceso de humedad y la pudrición radicular. En los meses fríos conviene reducir el riego al mínimo. Durante la temporada de crecimiento, responde bien a una fertilización ligera con productos específicos para cactus. Se puede multiplicar mediante semillas o por esquejes, que enraízan con facilidad en condiciones adecuadas.